# 布拉特科維奇
49°47′15″N 23°35′13″E / 49.78750°N 23.58694°E

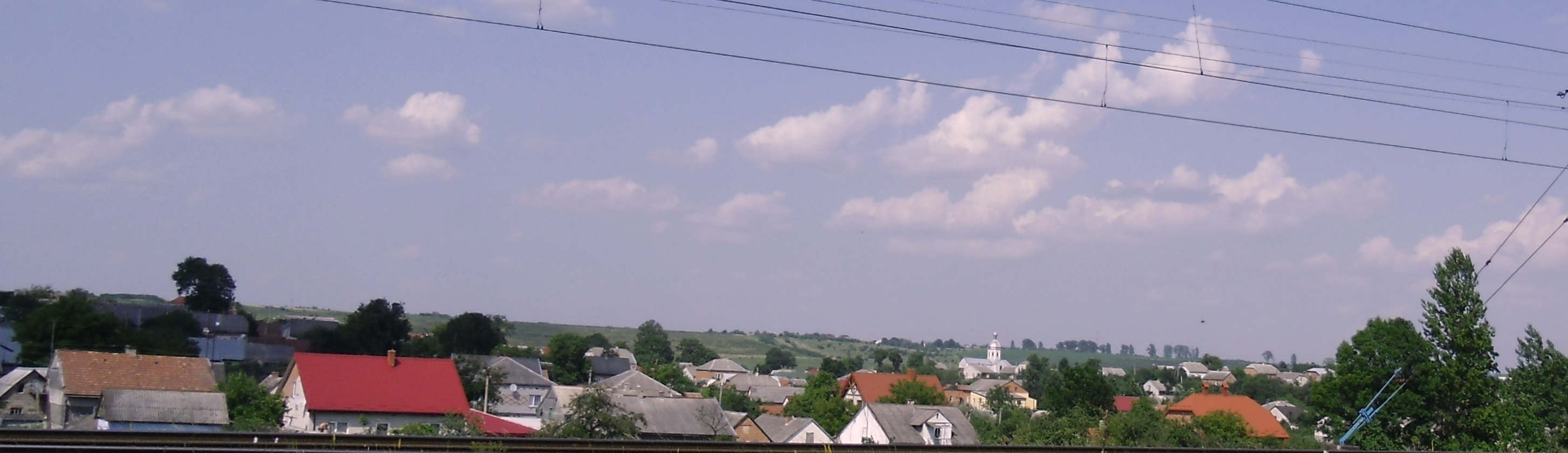

布拉特科維奇（烏克蘭語：Братковичі），是烏克蘭的村落，位於該國西部利沃夫州，由戈羅多克區負責管轄，始建於1410年，面積1.3平方公里，海拔高度247米，2016年人口1,320，人口密度每平方公里1,014.67人。
Passport 2016 （页面存档备份，存于）